# 星空传媒 (中东)
星空传媒（中东）（英语：StarChannels）是华特迪士尼公司中东旗下的一家面向中东和北非的付费电视网或传媒机构。其节目主要包括电影和电视剧等。其前身为福斯传媒集团中东区的部分频道。该传媒的最早前身（如果算入STAR Movies和STAR World两个频道）可以追溯至1991年由和记黄埔创办的香港卫星电视在中东的部分业务。

## 历史
星空传媒（STAR）这一品牌在中东、北非一带的电视广播业务，按照有关频道和电视卫星覆盖范围及历史渊源，最早前身可以追溯至1991年由香港和记黄埔公司创办的卫星电视（STARTV）在中东的业务。

### 卫星电视（1990年-2001年）
- 1990年4月7日，长征三号火箭成功将亚洲一号卫星送入太空，这为卫视中文台等卫星电视五个频道通过卫星面向亚洲播出奠定基础。
- 1990年12月7日，香港富商李嘉誠次子李澤楷通过和記黃埔創辦衛星廣播（香港）有限公司 （Hutchvision Hong Kong Limited）[1][2]，1991年1月31日，設置衛星電視有限公司（Hutchvision Channel Services Limited，后改为Satellite Television Asian Region Limited）
- 在1991年8月-12月，卫星电视中文台、音乐台、体育台、新闻台、合家欢台陆续启播，并在亚洲一号卫星上发射。由于亚洲一号卫星的覆盖范围包括中东和北非地区，中东的观众可以通过卫星的方式接收到香港卫星电视的频道。当时，卫视中文台播出的卫星电视观众信箱送奖活动中奖名单就包括一位来自中东的观众。
- 1991年10月15日，英國廣播公司（BBC）與STAR TV合作成立衛視新聞台，直接套用BBC WSTV標誌，頻道英文名稱為BBC World Service Television，簡稱BBC WSTV正式開播。[3]
- 1991年12月15日，印度Zee电视片（Zee Telefilms）與STAR TV合作成立衛視合家歡台，頻道英文名稱当时為STAR Plus。该频道是现今STAR World中东版的最早前身。[4]
- 1993年5月1日，STAR Plus及衛視中文台更換新的標誌。

- 1994年1月，James Griffiths辞去卫星电视的董事总经理职务，Gary Davey（戴格里）接任。不久之后，卫星电视将其播出的一部分卫星电视频道分拆为东亚东南亚和西亚南亚中东两个版本，以便便于管理其业务。STAR Plus也受此影响，中东与印度观众对该频道使用和东亚版本不同的频谱。[5]:38
- 1994年5月1日，因BBC World television services播出中国大陆涉政负面内容，STAR TV停止与BBC合作，STAR TV旗下頻道增加STAR Movies和衛視電影台（主要播放好莱坞电影/粵語電影/華語電影包括美国电影/中國電影、台灣電影、新加坡電影、馬來西亞電影為主）两个频道，取代此前面向东亚播出的BBC世界电视台。[6]后来STAR Movies持续扩张广播范围至中东地区。
- 1994年5月29日，STAR TV旗下頻道增加Channel [V]取代MTV ASIA。
- 1995年7月17日，新聞集團宣布收購衛星廣播剩餘股份為全資股東，於該月26日完成，後改以開曼群島註冊星空傳媒集團有限公司（Star Group Limited）[7]運作。衛星廣播（香港）仍由李氏家族持有52%股份。[8][9]
- 1996年3月31日，STAR Movies等卫星电视多个频道更换其全新的频道统一包装。
- 2000年7月1日，后Zee TV停止与STAR TV合作，STAR TV旗下頻道增加衛視合家歡台分拆為2台的STAR World，頻道中文名稱仍然為衛視合家歡台（在中國大陸、香港、澳門、台湾、东南亚、中东等廣播）（英語娛樂頻道播出澳大利亚、紐西蘭、美國及英國的綜藝娛樂節目、劇集及頒獎禮）和之前的STAR Plus（只在印度廣播）（印地語娛樂頻道播出印度的綜藝娛樂節目）。

### 星空传媒（新闻集团时期，2001年-2012年）
- 2001年1月1日公曆新年香港时间凌晨0點起，卫星电视更換新的標誌及名称為星空傳媒及Star。
- 2001年2月，品牌名稱的定義由STAR TV（衛視）正式轉變為STAR（星空[10]）[11]；同年10月26日，衛星廣播（香港）在香港變更其公司登记名称为英文登記名称「Starvision Hong Kong Limited」。

- 2009年8月19日，新闻集团重组星空传媒，其被拆分为星空传媒（印度）与星空传媒（中国）（現為星空華文傳媒），成为两家独立经营公司。在新加坡、台灣等亞洲其他地區的業務則由21世紀福斯公司接管，另有部分业务并入福斯国际电视网。[12][13]
  - 星空卫视、Channel V中国大陆版以及CCTV9（今CGTN）在英国的落地权改由星空传媒（中国）（即现时的星空华文）负责管理。星空华文传媒后来成为CMC资本全资子公司，21世纪福克斯于2014年出售其剩余股份。（当中不含STAR Movies中国大陆版、STAR Sports中国大陆版和国家地理频道，这些业务仍然归迪士尼传媒管辖）
  - STAR Plus、STAR Movies印度版、STAR Sports印度版、Channel V印度版等原属与星空传媒印度业务的电视频道改由星空传媒（印度）（即现时的迪士尼星空，目前仍与迪士尼传媒集团一样同属于华特迪士尼公司）负责管理。
  - 剩余的卫视中文台、卫视电影台、STAR World其他地区版本、STAR Movies其他地区版本等频道则并入福斯国际电视网亚太区（后来重组为今天的迪士尼传媒集团亚太）。星空传媒有限公司主体本身也在后来更名为福斯国际电视网。
  - 其他额外的控股（如凤凰卫视）则由星空传媒有限公司主体本身继续承担，这一情况持续至2013年21世纪福克斯出售凤凰卫视剩余股份为止。
- 2014年，随着StarSelect在中东的业务终止，原星空传媒在中东的STAR Movies、STAR World、ChannelV等频道业务被划转给同属于21世纪福斯的福斯传媒集团中东。

### 福斯传媒集团中东（2014年-2024年）、星空传媒中东（迪士尼时期）（2024年-）
- 福斯传媒集团所播出的电视频道最早于2006年1月24日由福斯传媒集团（中东）开播，2011年3月起，该传媒机构改用FOX的名义。[14][15] 2014年，原属于星空传媒的部分频道被福斯传媒集团吞并。
- 2024年3月1日，在被迪士尼收购后，该传媒更名为Star Channels，以进一步推行迪士尼的去FOX化政策。[16][17][18]
- 2024 年 2 月 2 日，迪士尼宣布将于 2024 年 3 月 1 日将中东地区的FOX品牌频道更名为Star ，以此将 Star （星空传媒）品牌从亚洲区域使用推向北美以外的全球范围，以避免向美国FOX公司支付版权费，而“Star Series”和“Star Action”两个电视频道名曾被已停播的拉丁美洲Star Premium多套电视频道中使用。 [19]
- 2024 年 11 月 1 日，Star Films、Star Life 和 Star Series 在中东停播。

## 频道

### 当前频道
| 频道标识 | 频道名称       | 播出内容             |
| -------- | -------------- | -------------------- |
|          | STAR Action    | 动作电影和恐怖电影   |
|          | 卫视国际电影台 | 好莱坞电影           |
|          | 卫视合家欢台   | 喜剧、戏剧和生活节目 |

### 以前的频道
| 频道标识 | 频道名称    | 播出内容                     |
| -------- | ----------- | ---------------------------- |
|          | STAR Films  | 好莱坞电影                   |
|          | STAR Life   | 本地和全球范围内的生活类节目 |
|          | STAR Series | 首播电视剧和广受好评的电视剧 |